# Dunston (Tyne and Wear)
Dunston – osada w Anglii, w Tyne and Wear, w dystrykcie metropolitalnym Gateshead. W 2001 miejscowość liczyła 9633 mieszkańców.